# Guy D'haeseleer
Guy August Marie-Louise D'haeseleer, né le 12 mars 1969 à Ninove est un homme politique belge flamand, membre du Vlaams Belang.
Il est conseiller social.
Lors des élections communales de 2018, sa liste, Forza Ninove, obtient 40 % des voix. Il tente de se rapprocher de la N-VA pour former une majorité, mais ce parti refuse. Finalement, Tania De Jonge devient bourgmestre sur une union OpenVLD-Samen avec l'appui des voix N-VA, ce qui repousse Guy D'haeseleer dans l'opposition.
Il remporte les élections communales de 2024 à Ninove avec 47,4 % des voix, ce qui donne 18 sièges sur 35 au conseil communal, pour sa liste Forza Ninove. Son succès est notamment dû à de nombreuses publicités sur Facebook et à un travail de ciblage des électeurs. 
Il a fait campagne contre la francisation et pour des sanctions plus fortes contre les drogues ou la petite délinquance. Il affirme au sujet de ses priorités : "L'une de mes premières mesures serait de renforcer le caractère flamand de Ninove. Il faut exhorter les francophones de Bruxelles à ne plus venir à Ninove. On préfère qu'ils ne viennent pas ici".
Une enquête est ouverte pour une potentielle fraude électorale le soir de l'élection. En mai 2025, huit personnes, dont deux échevins, sont interpellées par la police en lien avec l'enquête.
Il deviendra le premier bourgmestre d'extrême droite en Belgique depuis la fin de la Seconde Guerre mondiale. 

## Fonctions politiques
- Conseiller communal de Ninove
- Député fédéral depuis le 13 juin 1999 au 25 mai 2014
- Député flamand depuis le 25 mai 2014
  - sénateur de communauté (2014-)
- Bourgmestre de Ninove (2025-)